# SNCF B 82500
De B 82500 serie, ook wel BGC BiBi genoemd zijn treinstellen van de SNCF voor regionaal vervoer bij TER-netwerken en Transilien. Het zijn Bi-courante treinen omdat ze op 1500 volt, gelijkstroom en op 25000 volt, 50Hz wisselstroom werken. Ook rijden ze op diesel.
De treinen kunnen door hun vele verschillende aandrijvingsmogelijkheden op elk stuk normaalspoor in Frankrijk rijden.

## Prijs
De prijs per treinstel is ongeveer 5.557.000 euro.

## Diensten
De treinen worden ingezet op de volgende diensten:
- Brest - Quimper - Lorient - Nantes
- Troyes - Culmont - Chalindrey óf Dijon (verschilt per dienst)
- Vitry-le-François - Saint-Dizier - Culmont - Chalindrey
- Rijsel - Don-Sainghin
- Rijsel - Béthune
- Creil - Busigny
- Creil - Amiens
- Amiens - Saint-Quentin
- Amiens - Compiègne
- Poitiers - Angoulême
- Tours - Poitiers - Niort - La Rochelle
- Angoulême - Saintes - Royan
- Niort - Saintes - Royan
- Grenoble - Chambéry - Genève (Internationale dienst)
- Valence - Grenoble - Chambéry - Genève (Internationale dienst)
- Valence - Grenoble - Chambéry - Annecy
- Paris-Est - Longueville - Provins
- Paris-Est - Meaux - La Ferté-Milon

## Galerij

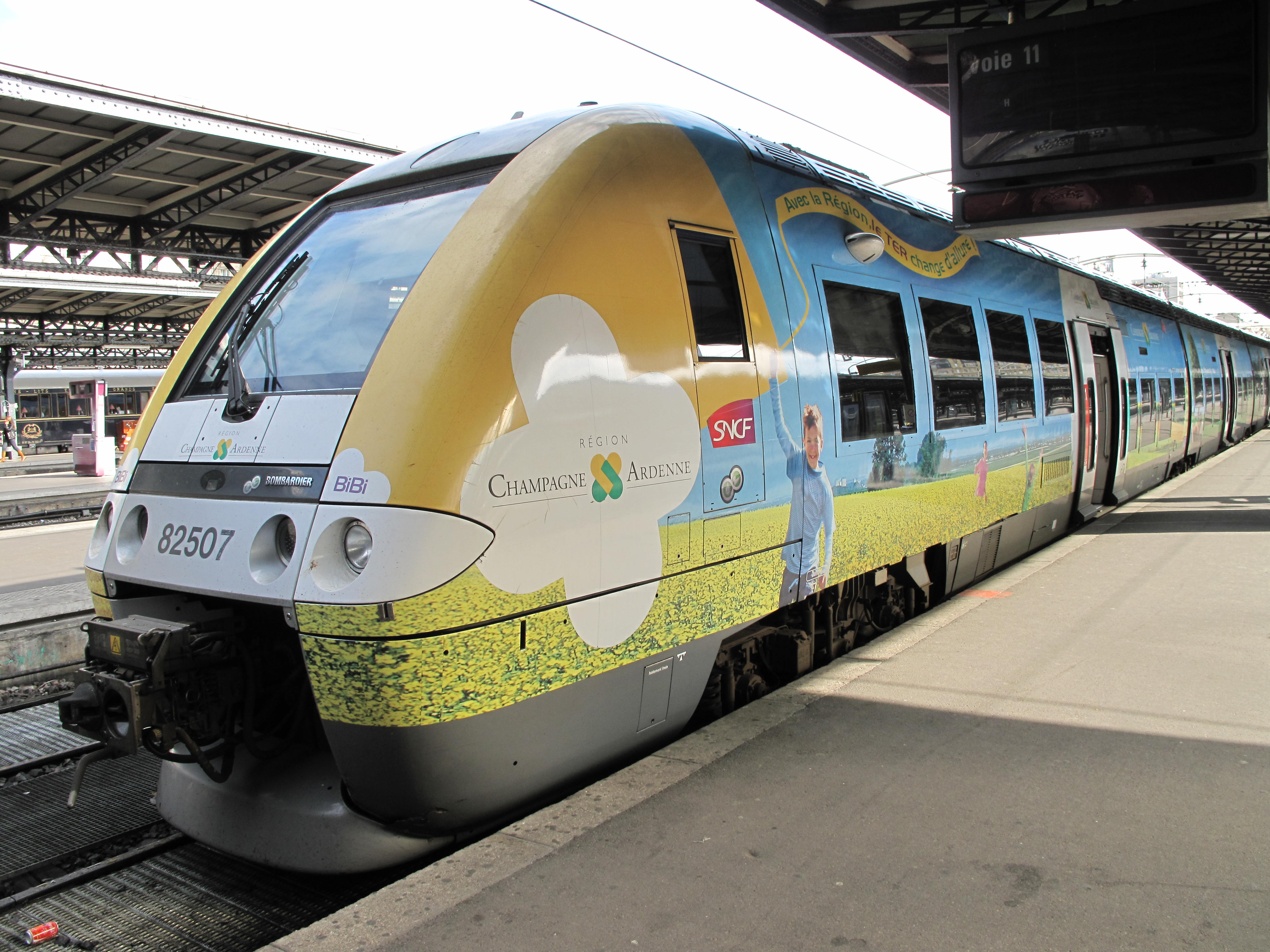
B 82507/8 van TER Champagne-Ardenne op Paris Gare de l'Est
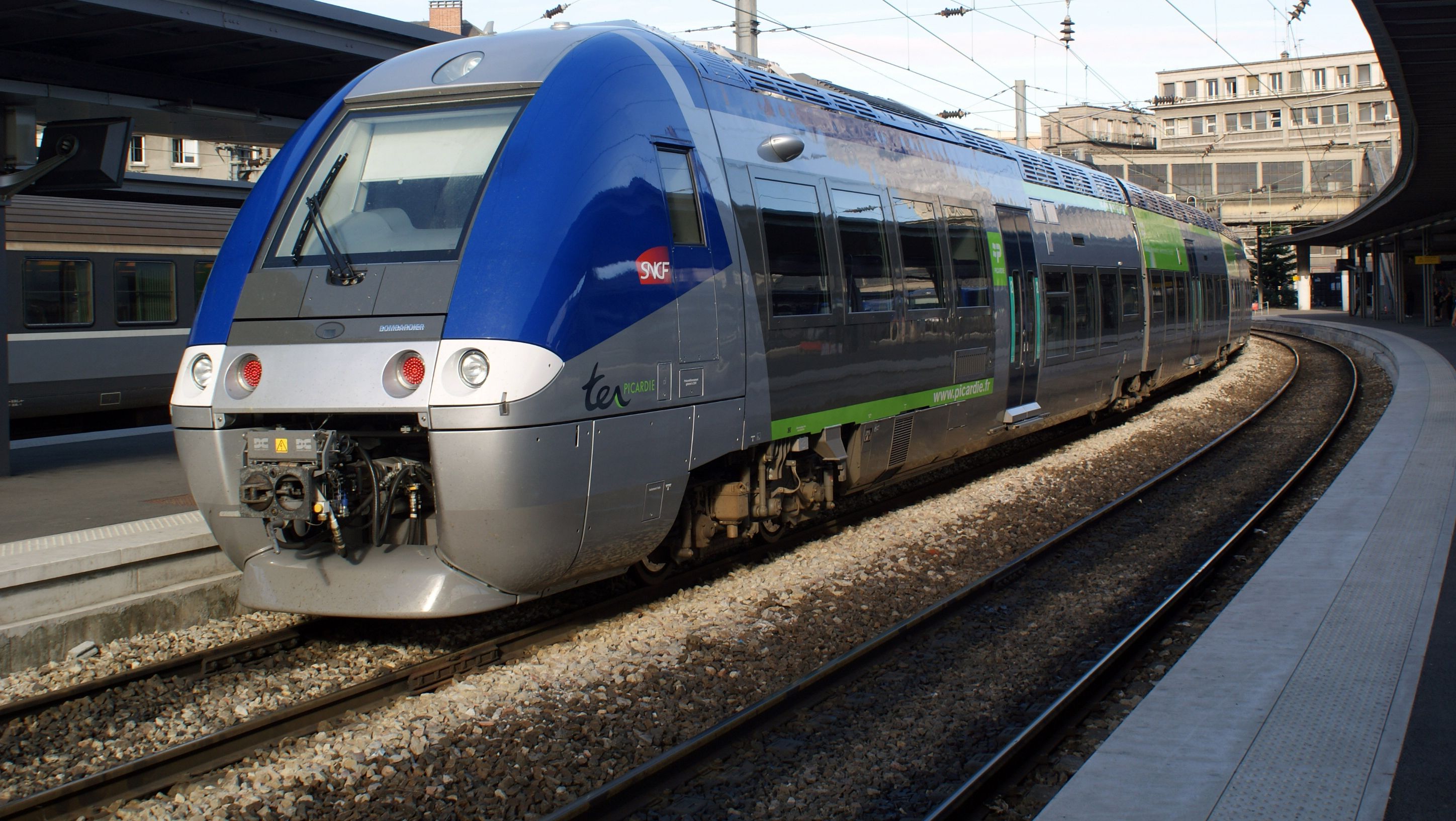
B 82673/674 Wacht op vertrek
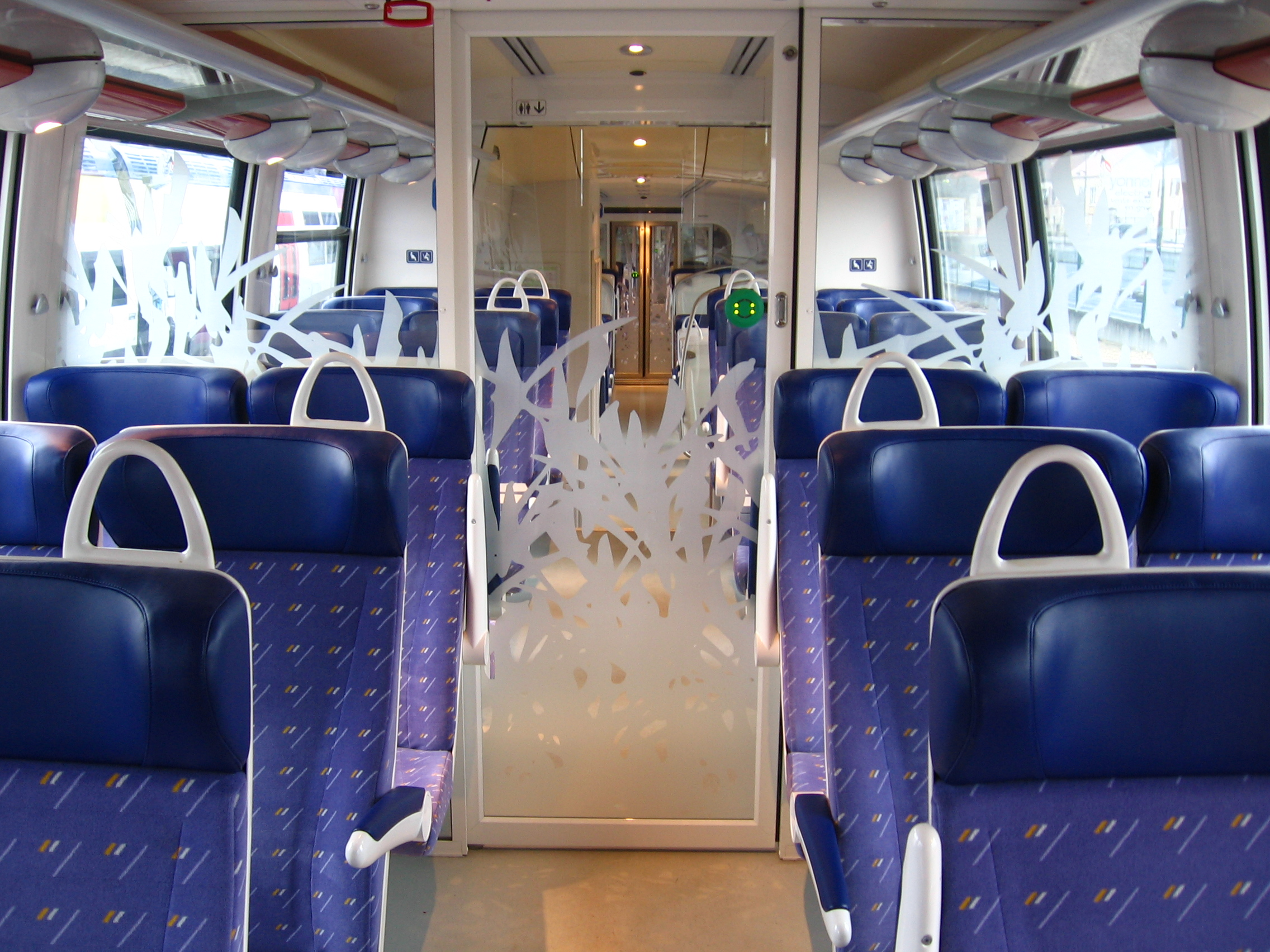
Intérieur van een B 82500 van Transilien/SNCF
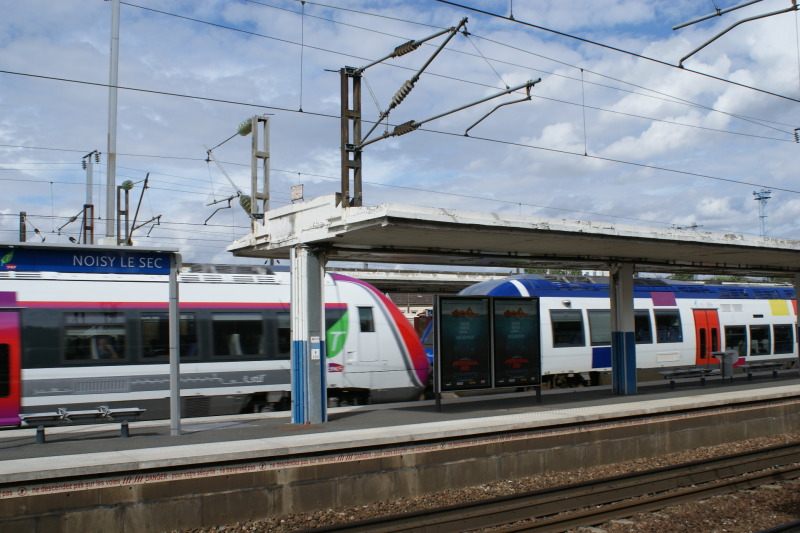
Twee treinstellen in verschillende uitvoeringen rijden langs Noisy-le-Sec
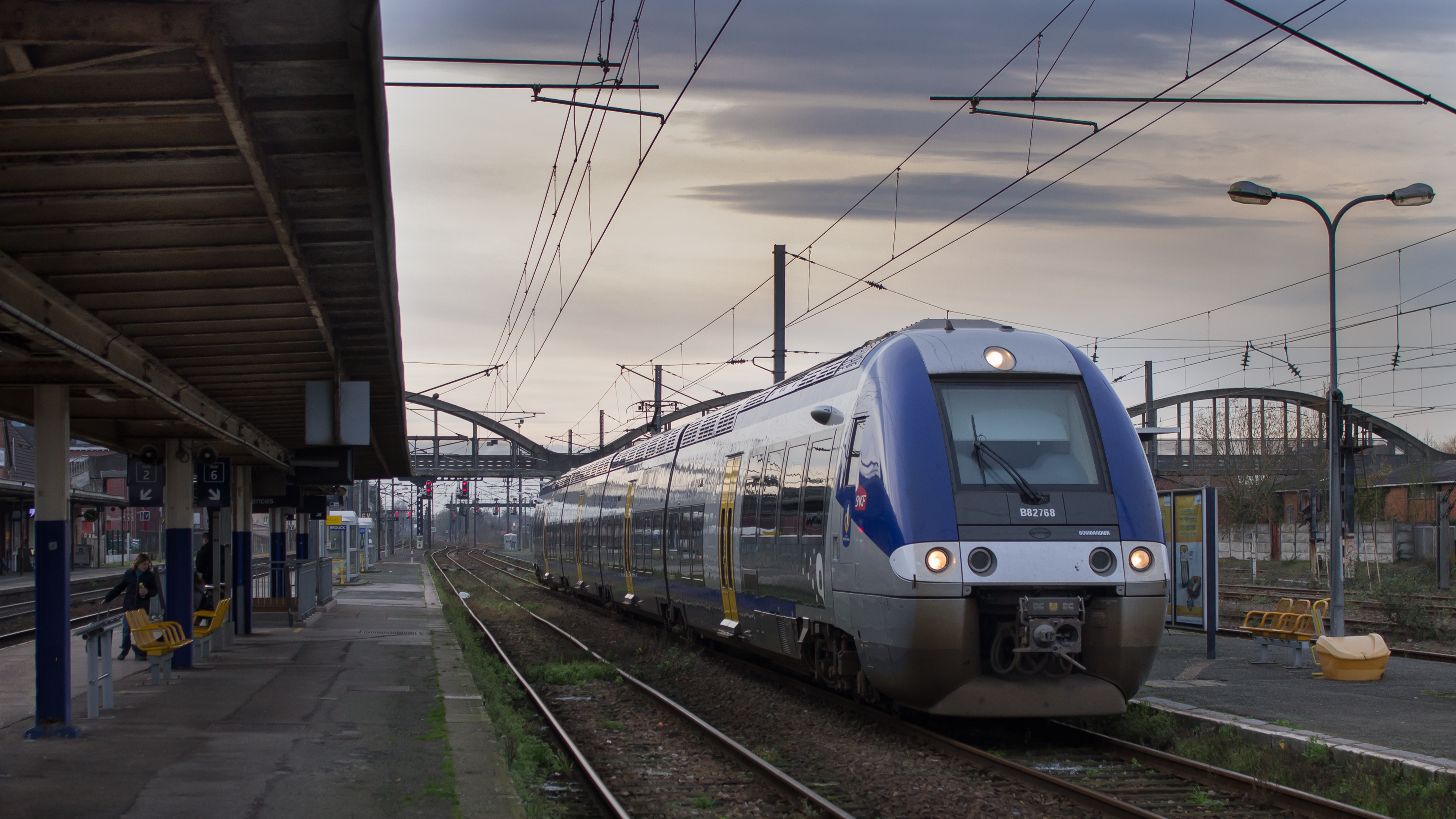
SNCF B82768 in het station van Hazebrouck